# Декель, Дафна
Да́фна Декель (ивр. דפנה דקל‎, род. 7 мая 1966, Ашдод, Южный округ) — израильская  актриса, певица и телеведущая. Выступала от Израиля на конкурсе песни Евровидение-1992.

## Биография
Дафна Декель родилась, выросла и получила образование в Ашдоде, в семье выходцев из Йемена. Она была старшим ребёнком в семье, у неё было еще два младших брата. Один из её братьев, Элран Декель, певец и солист группы «Панкенштейн». В молодости она пела и танцевала в молодежной группе «Пашуш» под руководством Ави Чена.
После демобилизации из армии в 1987 году она была принята в знаменитый театр «Габима» для участия в мюзикле «Леса» вместе с Ханой Рот , Альбертом Коэном , Шимоном Израилем и режиссером Ури Пастером на музыку Коби Ошрата. В том же году она появилась в качестве певицы в конкурсе «Кдам-Евровизион» с участием в песне Дорит Фаркаш «Иерусалим». Сразу после премьеры песни продюсер Шломо Цах подписал с ней долгосрочный контракт.
В сентябре 1989 года она была представлена молодежным журналом Рош Ахад как «открытие года». В конце года Дафна выпустила новый сингл для радио «Variable Times», составленный Барухом Фридландом, и приняла участие в музыкальном фестивале с песней «What Happens to Me», музыка которой была написана Яроном Нивом для текста Баруха Фридленда.
В 1992 году Декель выиграла «Кдам-Евровизион» (израильский предварительный отбор на конкурс песни «Евровидение») с песней «Зе рак спорт» («это просто спорт»). Декель представляла Израиль в Швеции на Евровидении-1992, набрала 85 очков и заняла 6-е место.
Она приняла участие в фестивале музыки и песни 1995 года, заняв третье место, а также в фестивале 1999 года. Декель была ведущей конкурса Евровидение-1999 в Иерусалиме вместе с Игалем Равидом и Сигаль Шахмон. Она появилась в нескольких детских видеороликах, а затем долгое время была ведущей собственного детского телевизионного шоу «Дафна и Ду-ди-Ду».